# Conception (gruppo musicale)
I Conception sono un gruppo progressive metal norvegese nato a Raufoss nel 1989.
Dopo essersi sciolti nel 1998, si riunirono nel 2005 partecipando al ProgPower USA e al Scream Magazines 15 Years & 100 Issues Festival e si riformarono definitivamente nel 2018, pubblicando un EP. L'EP in questione è il primo materiale registrato da Roy Khan dopo il suo ritiro dalle scene musicali con i Kamelot.

## Formazione

### Formazione attuale
- Roy Khan - voce
- Tore Østby - chitarra
- Ingar Amlien - basso
- Arve Heimdal - batteria

### Ex componenti
- Hans Christian Gjestvang - tastiera
- Trond Nagell-Dahl - tastiera
- Dag Østby - voce
- Casey Grillo - batteria
- Werner Skogli - batteria
- Freddy Samsonstuen - basso
- Halvor Holter - tastiera
- Lars Christian Narum  - tastiera
- Trond Nagell-Dahl  - tastiera

## Discografia
Album in studio
- 1991 - The Last Sunset
- 1993 - Parallel Minds
- 1995 - In Your Multitude
- 1997 - Flow
- 2020 - State of Deception

EP
- 1995 - Guilt / Sundance
- 2018 - My Dark Symphony

Split
- 1993 - Melodic Metal Strikes Back (con Gamma Ray, Rage, Skyclad e Helicon)